# Stadtamt Karlsruhe

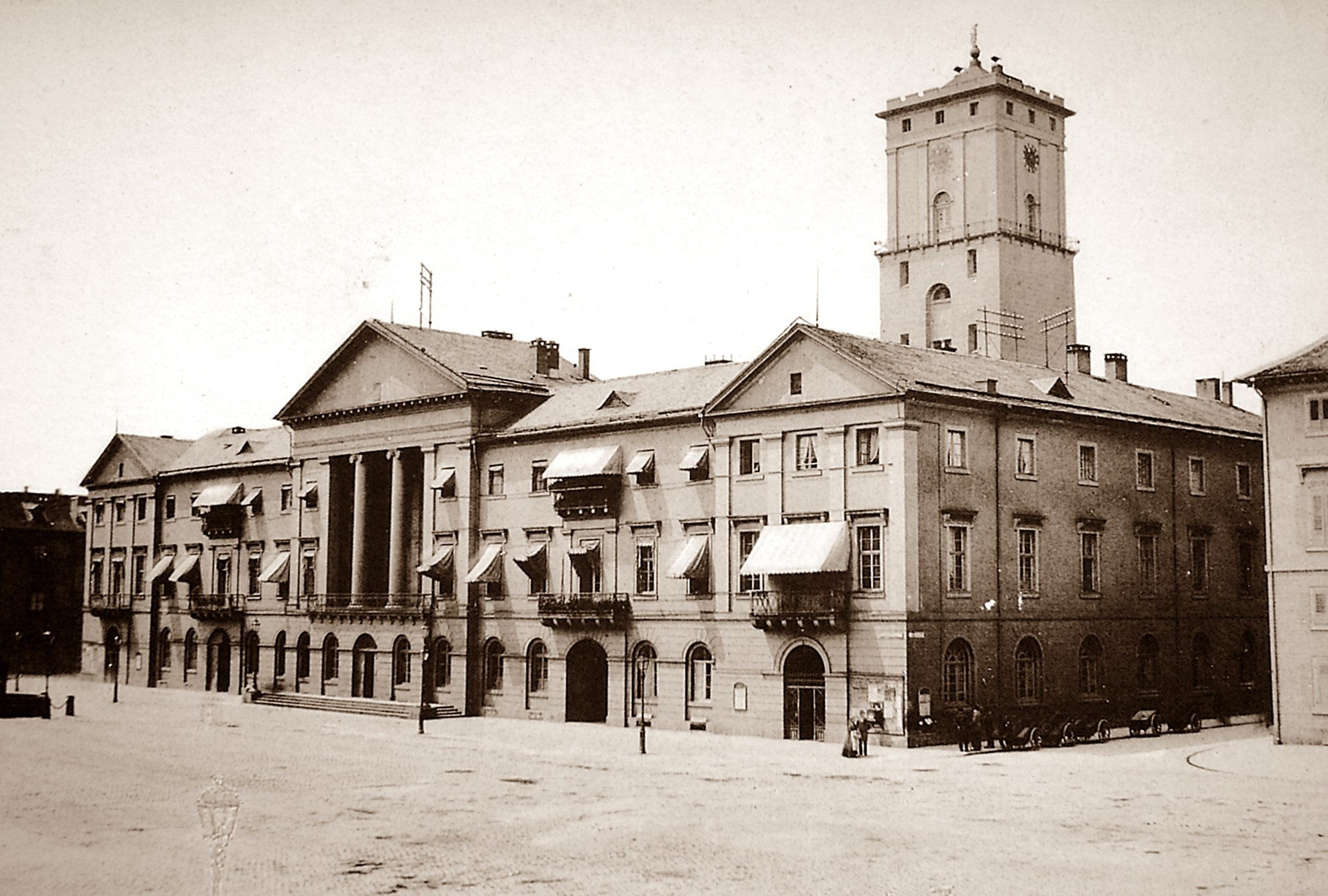
Das Karlsruher Rathaus 1884

Das Stadtamt Karlsruhe war eine von 1810 bis 1864 bestehende Verwaltungseinheit im Land Baden.

## Geschichte

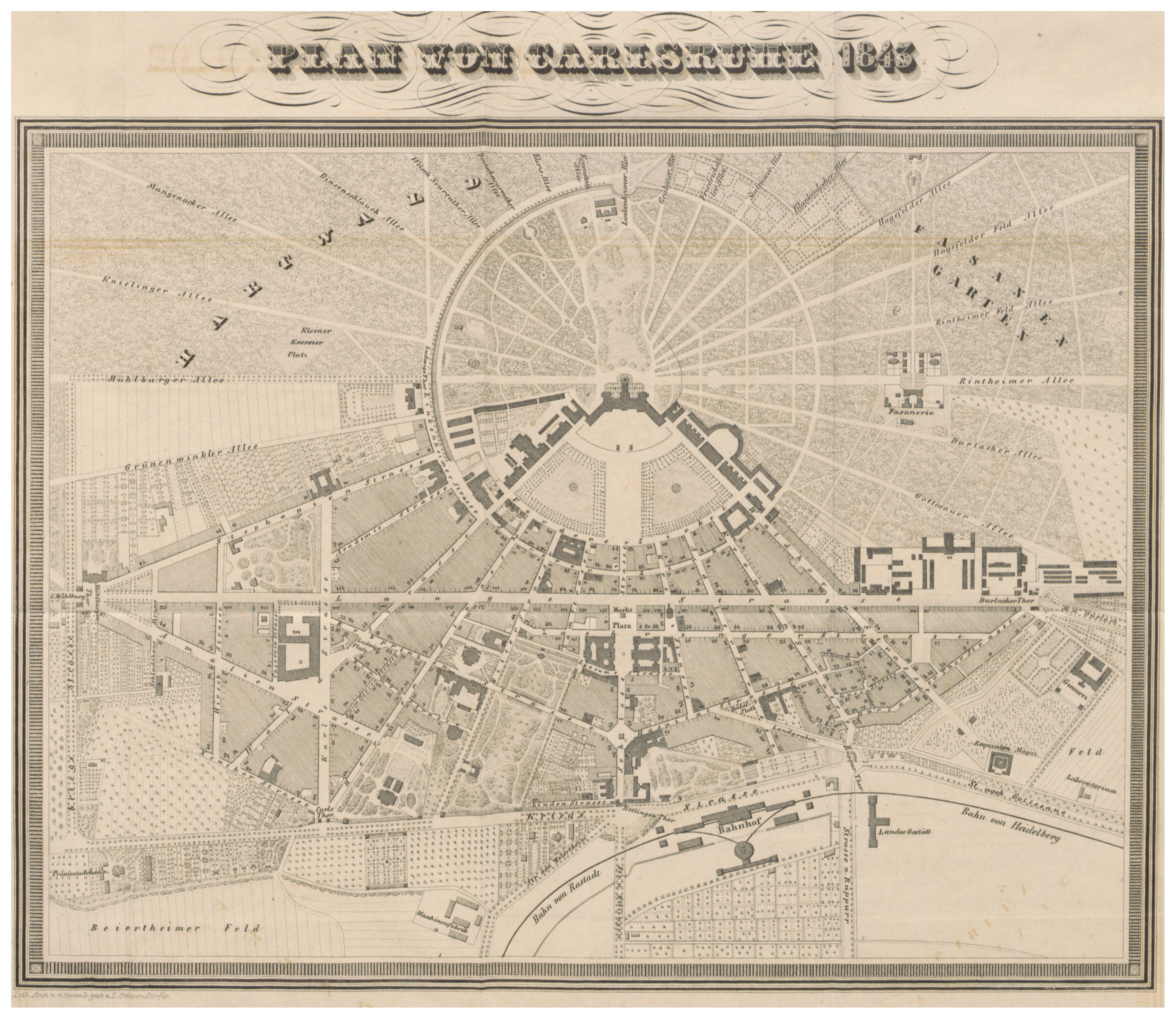
Karte von Karlsruhe 1843

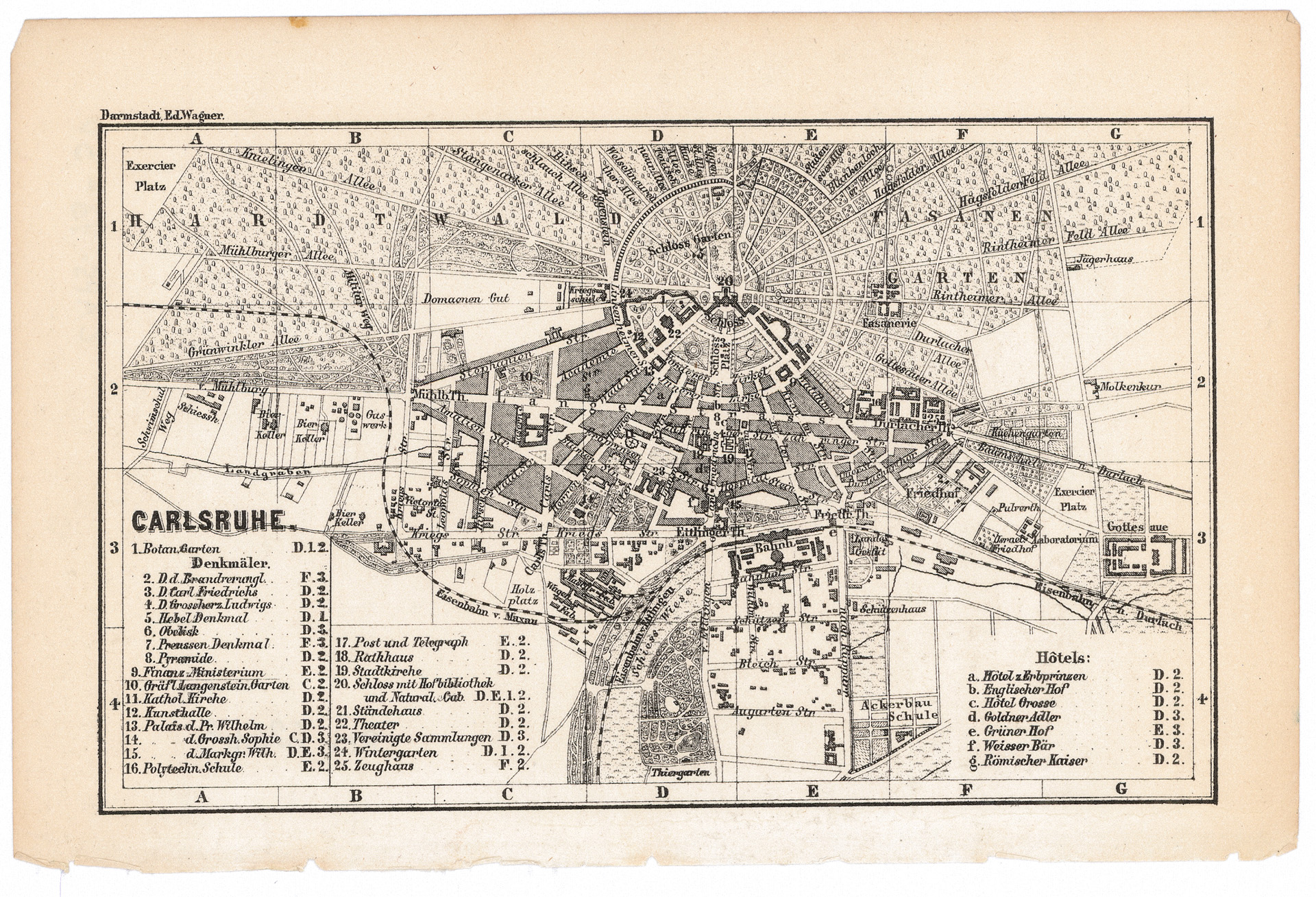
Karte von Karlsruhe 1869

Bereits wenige Jahre nach der Gründung von Karlsruhe 1715 waren die Orte im Umfeld der neuen Residenzstadt in einem gemeinsamen Verwaltungsgebiet zusammengefasst worden. Dieses Oberamt Karlsruhe umfasste neben der Stadt mehrere schon länger bestehende Ämter. Das Oberamt überstand den Übergang der Markgrafschaft über das Kurfürstentum zum Großherzogtum Baden in napoleonischer Zeit weitgehend unverändert. Aufgrund des Novemberediktes von 1809 wurde es 1810 aufgelöst: Karlsruhe als Stadtamt mitsamt Schloss Gottesaue und Klein-Karlsruhe eigenständig, die übrigen Orte bildeten das Landamt Karlsruhe. Seinen Sitz hatte es im Rathaus der Stadt.
1814 wurde für das Stadtamt von 13.727 Einwohnern berichtet, 1833 waren es 20.374.
1864 wurde die Stadt mit dem Landamt zum Bezirksamt Karlsruhe vereinigt. Die Zahl der Einwohner Karlsruhes war bis dahin auf 30.367 gestiegen.

## Leiter des Stadtamtes
Das Amt des Leiters der Verwaltung hatten inne:
- 1810–1813: Carl von Benzel-Sternau
- 1813–1819: Franz Adam Betz
- 1819–1824: Josef von Sensburg
- 1824–1839: Carl Baumgärtner
- 1839–1853: Karl von Stößer
- 1853–1864: Carl von Neubronn

## Übergeordnete Verwaltungseinheiten
Im Rahmen der Verwaltungsgliederung Badens stand das Stadtamt zeitweise außerhalb der sonstigen Strukturen und war dem zuständigen Innenministerium direkt unterstellt, ansonsten zählte es von 1810 bis 1819 zum Pfinz- und Enzkreis, dann zum Murg- und Pfinzkreis und ab 1832 zum Mittelrheinkreis.

## Weitere Entwicklung
Aus dem Bezirksamt entstand 1939 der Landkreis Karlsruhe, zugleich wurde Karlsruhe, nach zahlreichen Eingemeindungen in deutlich größerem Umfang, als Stadtkreis wieder eigenständig.